# Guillaume Seignac
Guilherme Seignac (25 de setembro de 1870 – 2 de outubro de 1924) foi um pintor acadêmico francês.

## Infância
Guillaume nasceu em Rennes em 1870 e morreu em Paris em 1924. Ele começou a treinar na Académie Julian em Paris, onde passou de 1889 a 1895. Ele teve muitos professores lá, incluindo Gabriel Ferrier, William-Adolphe Bouguereau e Tony Robert-Fleury.

## Carreira
Além de sua formação no estilo acadêmico, grande parte do trabalho de Seignac exibia temas e estilo clássicos, por exemplo, seu uso de cortinas diáfanas cobrindo o corpo de uma mulher lembra o estilo clássico, em particular o do escultor Fídias. Em 1897, Guillaume Seignac expôs regularmente no Salão e ganhou várias honrarias, incluindo em 1900 uma menção honrosa e em 1903 uma medalha de Terceira Classe.

## Galeria

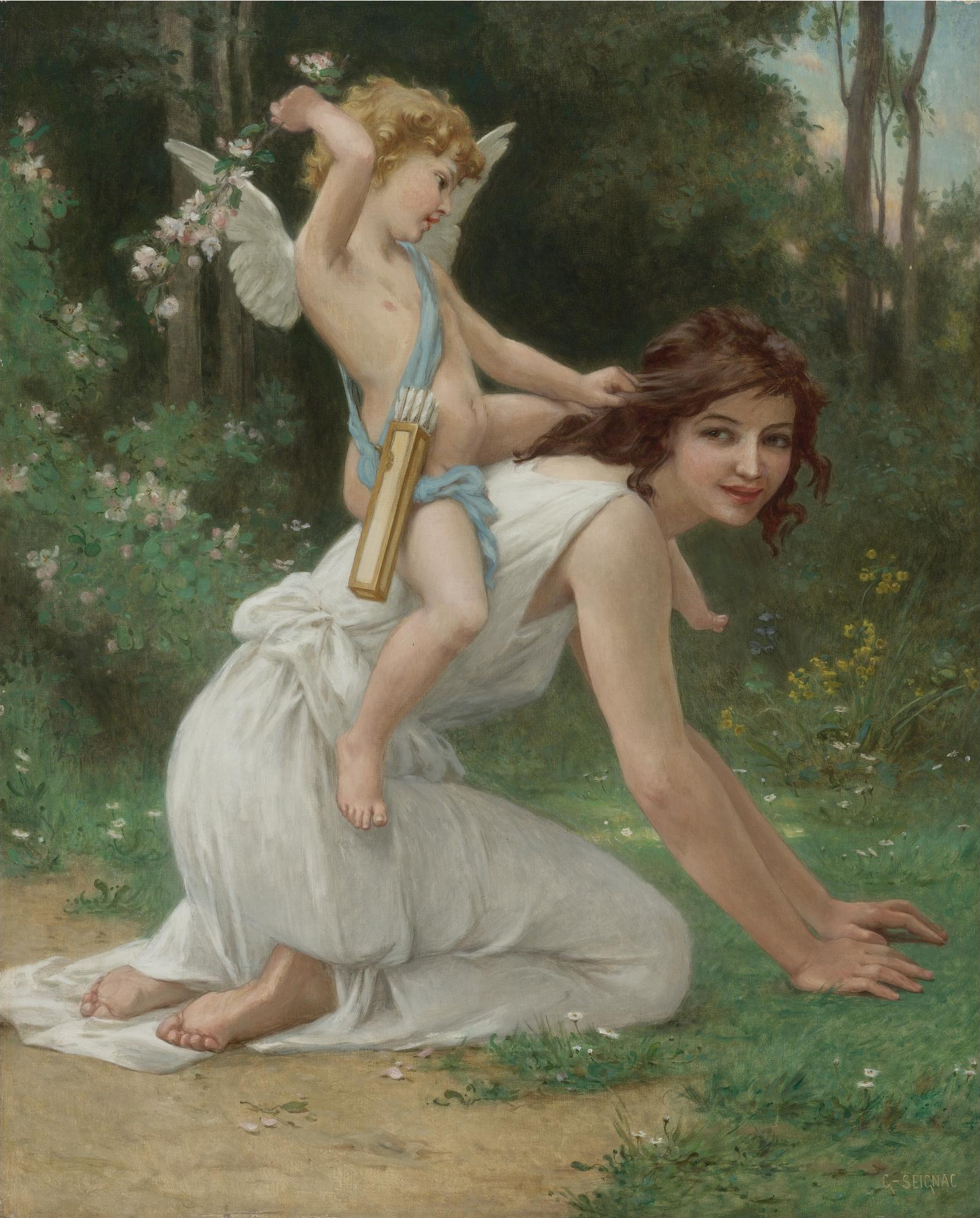
Vénus et Cupidon
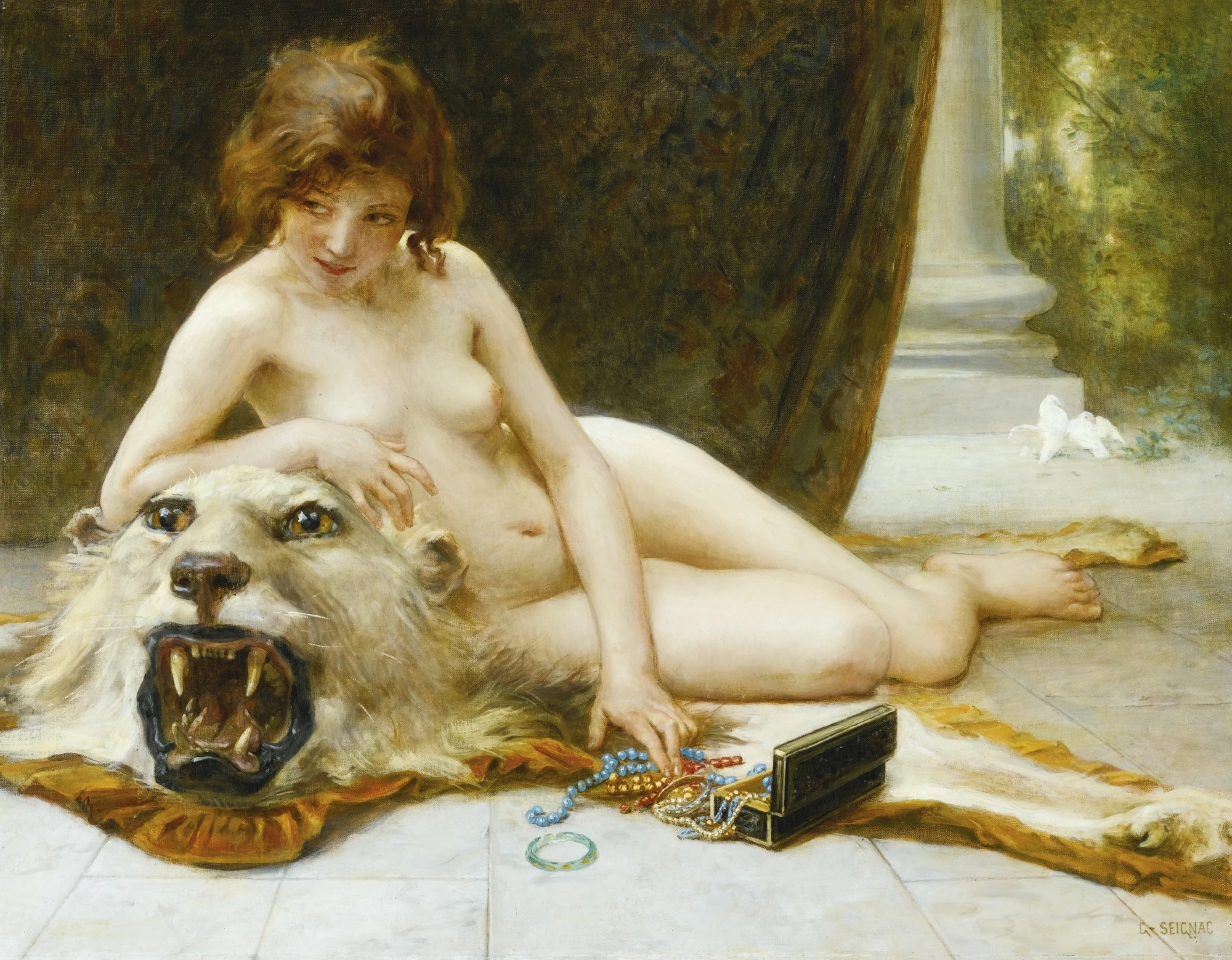
Le Coffret
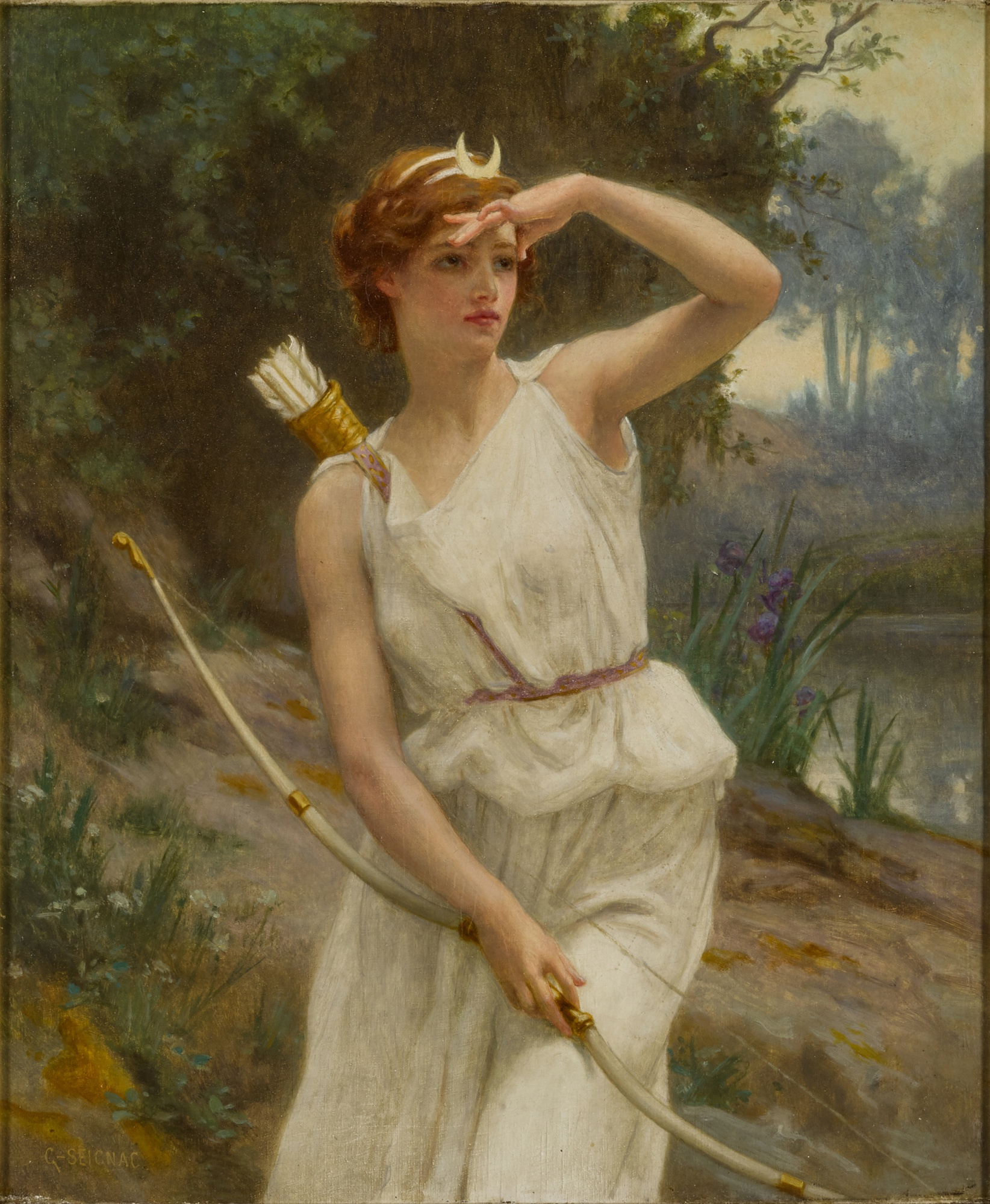
Diane chassant
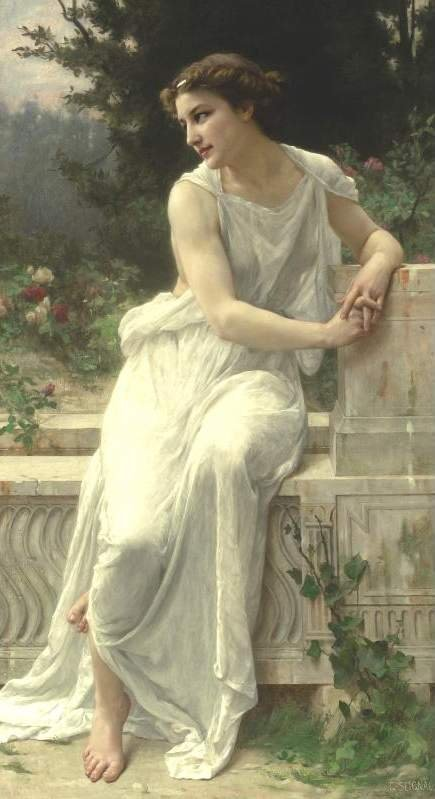
Jeune femme de Pompeï sur une terrasse.
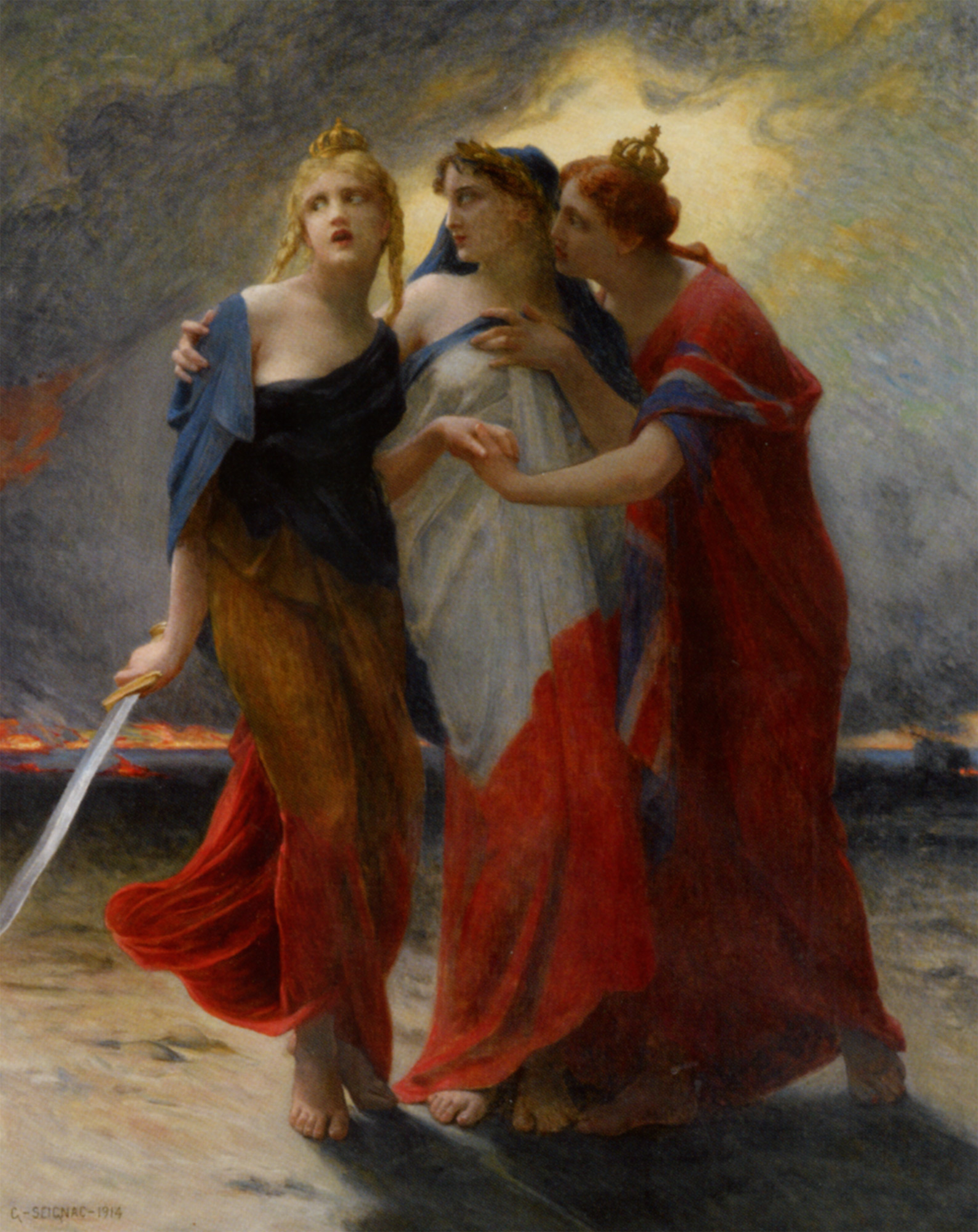
La Belgique, la France et l'Angleterre devant l'invasion Allemande
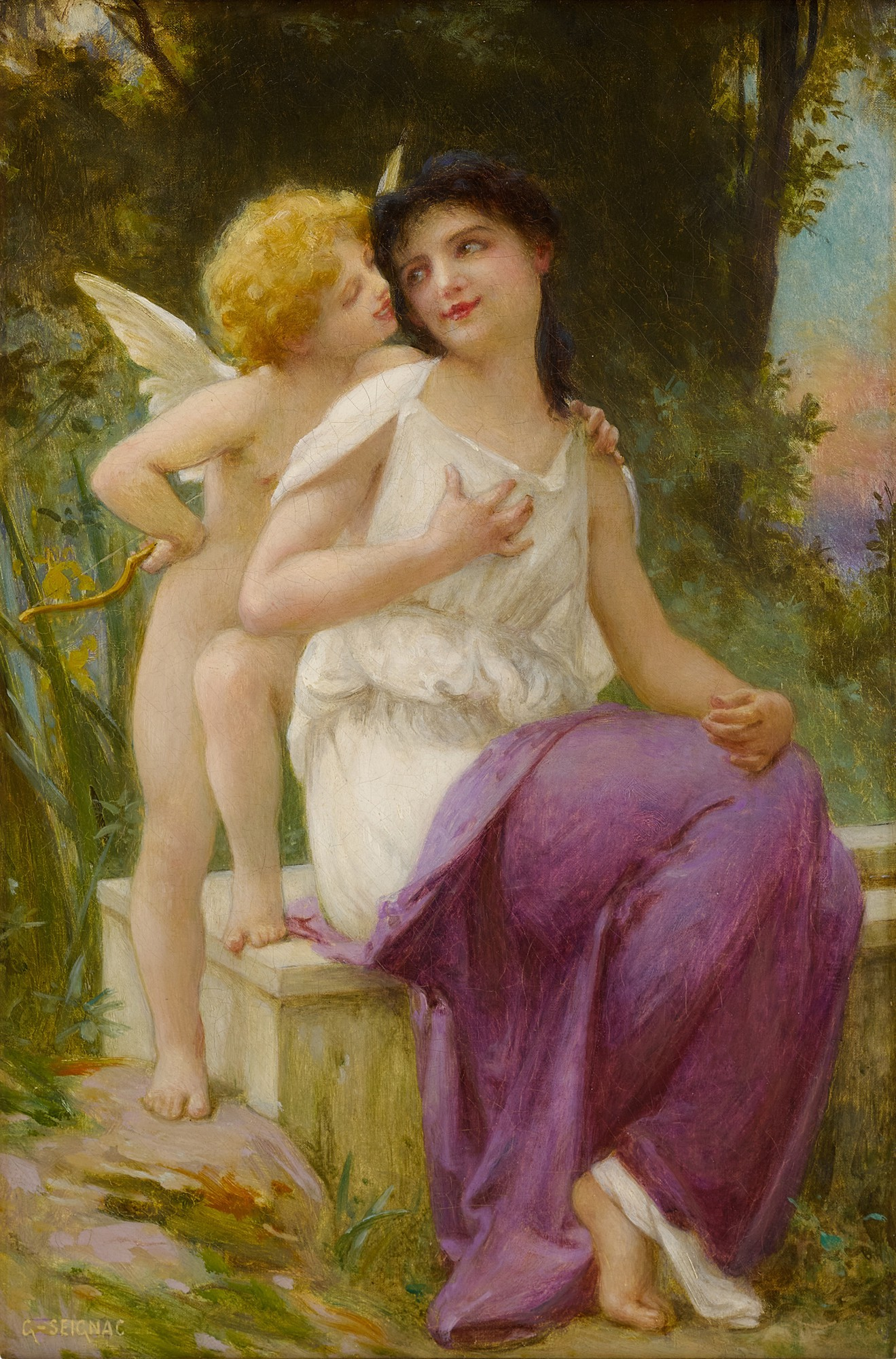
Vénus et l'Amour
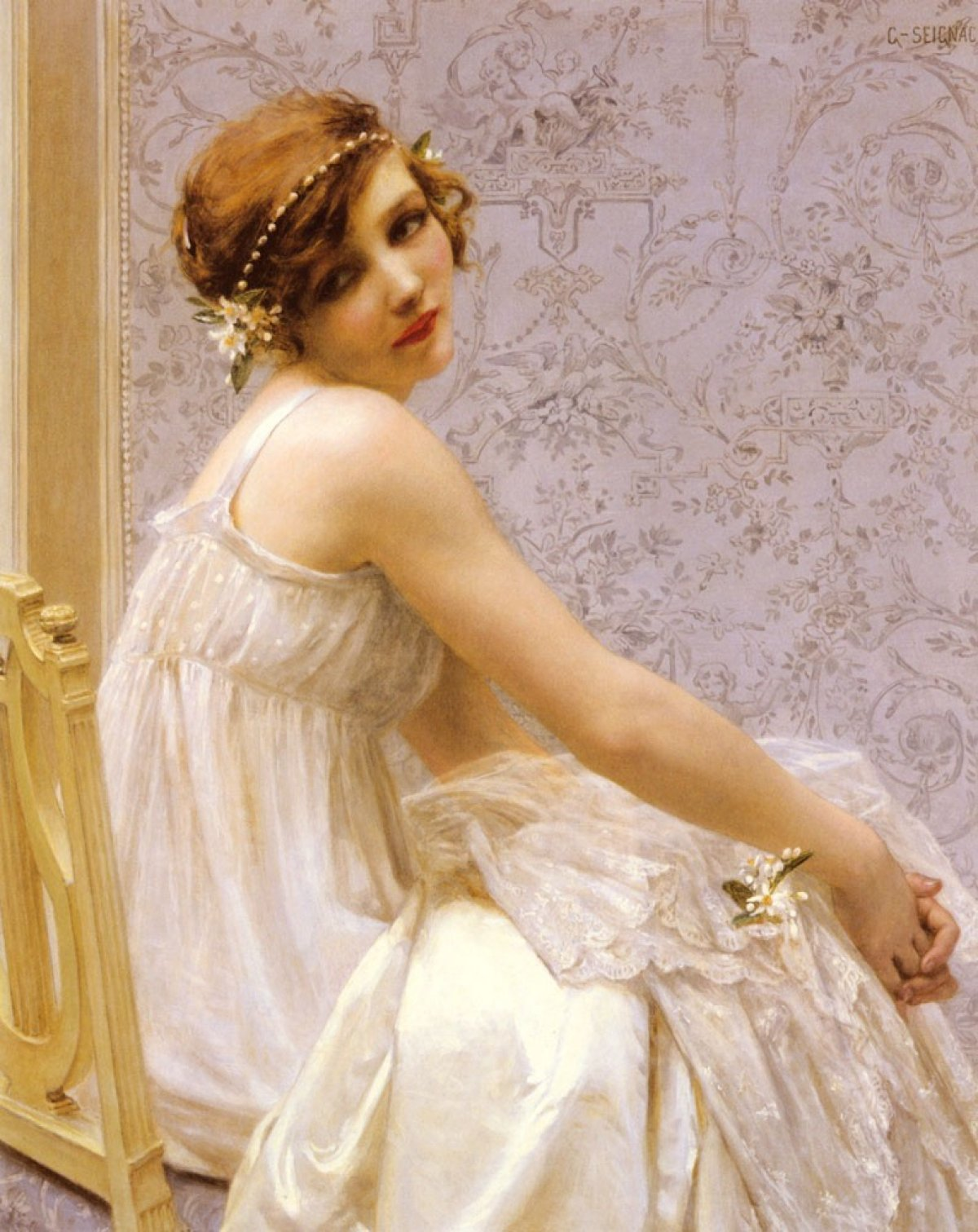
Virginité